# Tapio Korjus
Seppo Tapio Aleksanteri (Tapio) Korjus (Vehkalahti, 10 februari 1961) is een Finse oud-atleet, die gespecialiseerd was in het speerwerpen. Hij nam eenmaal deel aan de Olympische Spelen (1988) en veroverde bij die gelegenheid op zijn specialiteit de gouden medaille.

## Loopbaan
Korjus was een van de vooraanstaande speerwerpers van Finland, maar behaalde geen successen op internationale wedstrijden, tot 1988. Bij een wedstrijd tegen Noorwegen op 16 juni 1988 verbeterde hij het Fins record tot 85,18 m. Na het prolongeren van zijn Finse titel bij het speerwerpen, verbeterde hij op 25 augustus 1988 in de Finse stad Lahti het Finse record verder tot 86,50.
Zijn grootste prestatie leverde Korjus op de Olympische Spelen van 1988 in Seoel. Grote favoriet was de Tsjechische wereldrecordhouder Jan Železný, die in de kwalificatieronde het olympisch record verbeterde tot 85,90 m. Nagenoeg de hele wedstrijd lag Korjus in zilveren positie. Zijn derde en vierde poging moest hij wegens kramp in zijn benen aan zich voorbij laten gaan. Bij zijn laatste worp behaalde hij echter 84,28 en nam daarmee de leiding over in de wedstrijd. Jan Železný moest genoegen nemen met het zilver (84,12) en zijn landgenoot Seppo Räty met het brons (83,26).
In zijn actieve tijd was Tapio Korjus aangesloten bij Lapuan Virkiä.

## Titels
- Olympisch kampioen speerwerpen - 1988
- Fins kampioen speerwerpen - 1987, 1988

## Persoonlijke records
| Onderdeel                 | Prestatie              | Datum            | Plaats      |
| ------------------------- | ---------------------- | ---------------- | ----------- |
| speerwerpen (nieuw model) | 86,50 m (ex-nat. rec.) | 25 augustus 1988 | Lahti       |
| speerwerpen (oud model)   | 89,30 m                | 21 juli 1985     | Phitiphudas |

## Palmares

### speerwerpen
- 1987:  Finse kamp. - 78,34 m
- 1988:  Finse kamp. - 84,38 m
- 1988:  OS - 84,28 m

1908: Eric Lemming ·
1912: Eric Lemming ·
1920: Jonni Myyrä ·
1924: Jonni Myyrä ·
1928: Erik Lundqvist ·
1932: Matti Järvinen ·
1936: Gerhard Stöck ·
1948: Tapio Rautavaara ·
1952: Cyrus Young ·
1956: Egil Danielsen ·
1960: Viktor Tsyboelenko ·
1964: Pauli Nevala ·
1968: Jānis Lūsis ·
1972: Klaus Wolfermann ·
1976: Miklós Németh ·
1980: Dainis Kūla ·
1984: Arto Härkönen ·
1988: Tapio Korjus ·
1992: Jan Železný ·
1996: Jan Železný ·
2000: Jan Železný ·
2004: Andreas Thorkildsen ·
2008: Andreas Thorkildsen ·
2012: Keshorn Walcott ·
2016: Thomas Röhler ·
2020: Neeraj Chopra ·
2024: Arshad Nadeem